# Viburnum stellato-tomentosum
Viburnum stellato-tomentosum là một loài thực vật thuộc họ Caprifoliaceae. Loài này có ở Costa Rica và Panama. Chúng hiện đang bị đe dọa vì mất môi trường sống.